# Belle-Isle-Straße
Die Belle-Isle-Straße (englisch Strait of Belle Isle, französisch Détroit de Belle Isle, manchmal auch bezeichnet als Straits of Belle Isle oder Labrador Straits) ist eine Meerenge im östlichen Kanada, welche die Labrador-Halbinsel von der Insel Neufundland trennt.
Die Belle-Isle-Straße hat eine Länge von etwa 125 km. Ihre Breite variiert zwischen 15 und 60 km.
Die Schifffahrt durch diese Meeresstraße kann aufgrund starker Gezeitenströmung und deren Interaktion mit dem Labradorstrom sehr gefährlich sein. Außerdem treiben 8 bis 10 Monate im Jahr Eisschollen durch die Belle-Isle-Straße. Die Wetterbedingungen können sich sehr schnell ändern. Starkwinde und Nebel sind hier häufig anzutreffen. Die kanadische Küstenwache unterhält ein Schiffsleitsystem, um Kollisionen zu vermeiden. Die engste Stelle der Meerenge wird durch den Leuchtturm Point Amour bezeichnet.
An der Nordseite der Straße liegt der ehemalige baskische Walfängerstützpunkt Red Bay. Die Region ist ökologisch bedeutsam durch ihre Fisch- und Seevögelbestände.
Die Belle-Isle-Straße ist neben der Cabotstraße und der Straße von Canso der dritte und nördlichste Ausgang des Sankt-Lorenz-Golf. Sie ist somit Teil des Sankt-Lorenz-Seeweges.
Der Name der Meeresstraße bezieht sich auf die Insel Belle Isle, die an deren östlichem Ende und etwa gleich weit entfernt von Table Head in Labrador und Kap Bauld auf Neufundland liegt.

## Neufundland-Labrador-Verbindung
Auf der 28 km langen Strecke zwischen Blanc-Sablon in der Provinz Québec und St. Barbe (bzw. im Winter eisbedingt auch nach Corner Brook) auf Neufundland verkehren Fährschiffe. Die Fahrzeit dauert zwei Stunden. Die Idee einer festen Verbindung (fixed link) zwischen Neufundland und Labrador wurde in jüngerer Zeit immer wieder laut, nachdem ein Versuch, einen Tunnel für Stromkabel unter der Belle-Isle-Straße zu bauen, in den 1970er Jahren gescheitert war. Ein Tunnel wäre ca. 17 Kilometer lang und würde die Abhängigkeit Neufundlands von der Fährverbindung nach Nova Scotia reduzieren. Allerdings gibt es keine leistungsfähigen Anschlussstraßen im Norden in Richtung Québec. Die einzige Landverbindung zwischen Blanc-Sablon bzw. Red Bay nach Québec über den 2012 fertiggestellten geschotterten Trans-Labrador Highway führt zunächst weiter nach Norden, dann bei Happy Valley-Goose Bay nach Westen und erfordert einen riesigen Umweg.